# Таунсенд, Чарльз (энтомолог)
Чарльз Генри Тайлер Таунсенд (англ. Charles Henry Tyler Townsend; 5 декабря 1863 — 17 марта 1944) — американский энтомолог, который специализировался на тахинах. Работал в США и Бразилии, некоторое время был куратором музея на Ямайке. Всю жизнь собирал коллекцию мух и опубликовал множество работ по энтомологии. Описал 1491 род и 1555 видов.
Как систематик обладал противоречивой репутацией. Его называли эксцентричной личностью. Учёный любил «плодить» роды, содержащие по одному виду каждый и допускал личные нападки на коллег, такой подход критиковавших. Его magnum opus стал труд Manual of Myiology, содержавший 3760 страниц. При этом последние два тома были посвящены не энтомологии, но мнениям автора относительно Луны, развития людей и природы гравитации.
Мирно скончался в своем доме в Итакуакесетубе, Бразилия.

## Семья
Жена Таунсенда скончалась в 1903 году. Детей он оставил родственникам.